# Hydnophytum albense
Hydnophytum albense är en måreväxtart som beskrevs av Theodoric Valeton. Hydnophytum albense ingår i släktet Hydnophytum och familjen måreväxter. Inga underarter finns listade i Catalogue of Life.